# Marienkathedrale von Kilkenny

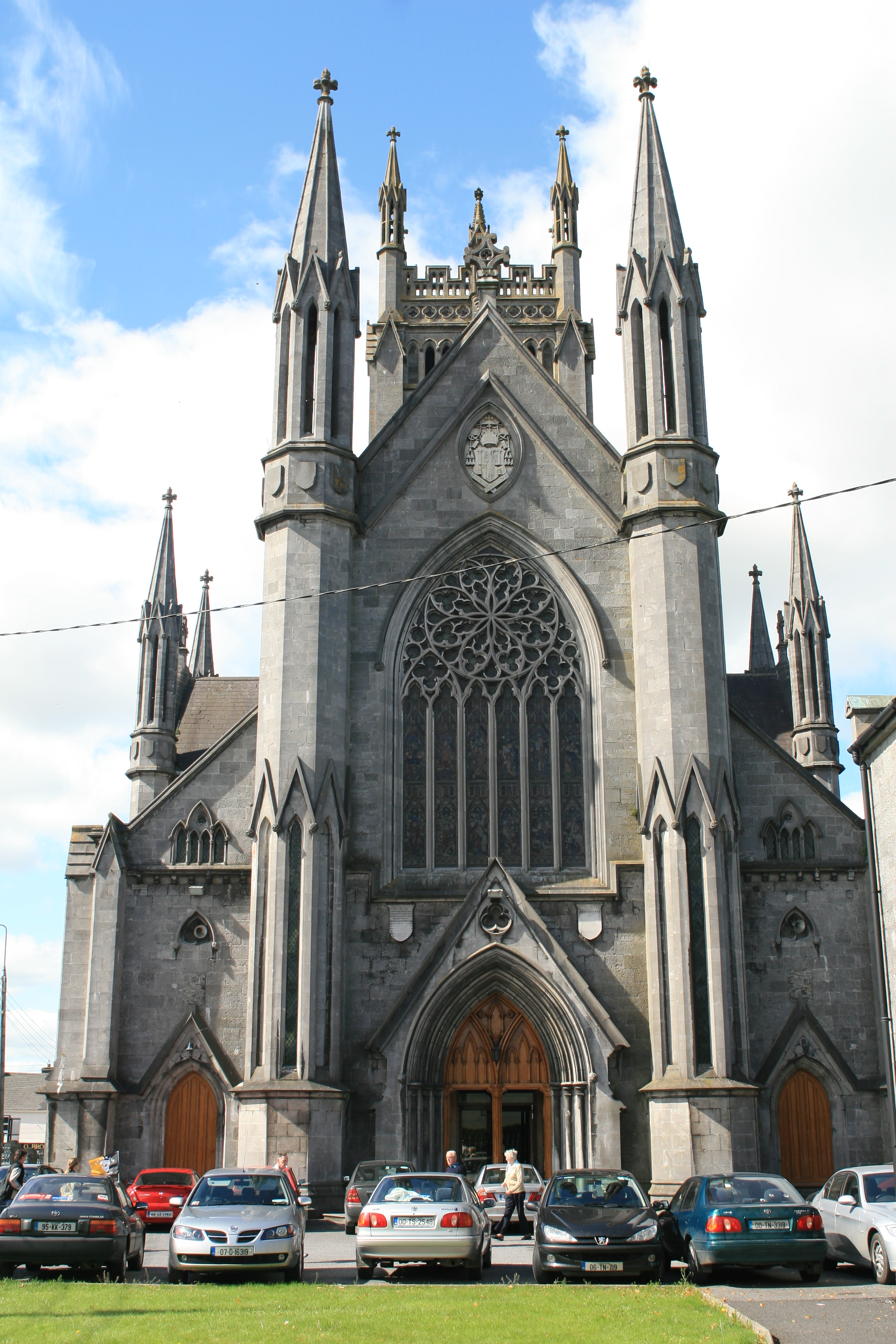
Der zum Kirchenschiff führende Osteingang der Marienkathedrale.

Die Marienkathedrale von Kilkenny (irisch Ard-Eaglais Mhuire, englisch: St. Mary’s Cathedral oder mit vollem Namen: Cathedral Church of the Assumption of the Blessed Virgin Mary) ist die Bischofskirche der römisch-katholischen Diözese Ossory, die ihren Sitz in Kilkenny hat. Der Grundstein wurde am 18. August 1843 gelegt, und am 4. Oktober 1857 erfolgte die Einweihung.

## Geographische Lage
Die Marienkathedrale ist auf der höchsten Erhebung in Kilkenny errichtet, gegenüber dem zweithöchsten Hügel mit der aus dem 13. Jahrhundert stammenden Sankt-Cainnech-Kathedrale, die seit der Reformation zur Church of Ireland gehört. Der Standort der Marienkathedrale lag im Mittelalter außerhalb der Stadtmauern. Im 18. Jahrhundert stand hier direkt außerhalb des Sankt-Jakob-Tors eine ebenfalls Maria geweihte Kapelle, von der Teile bis heute noch erhalten sind.

## Geschichte

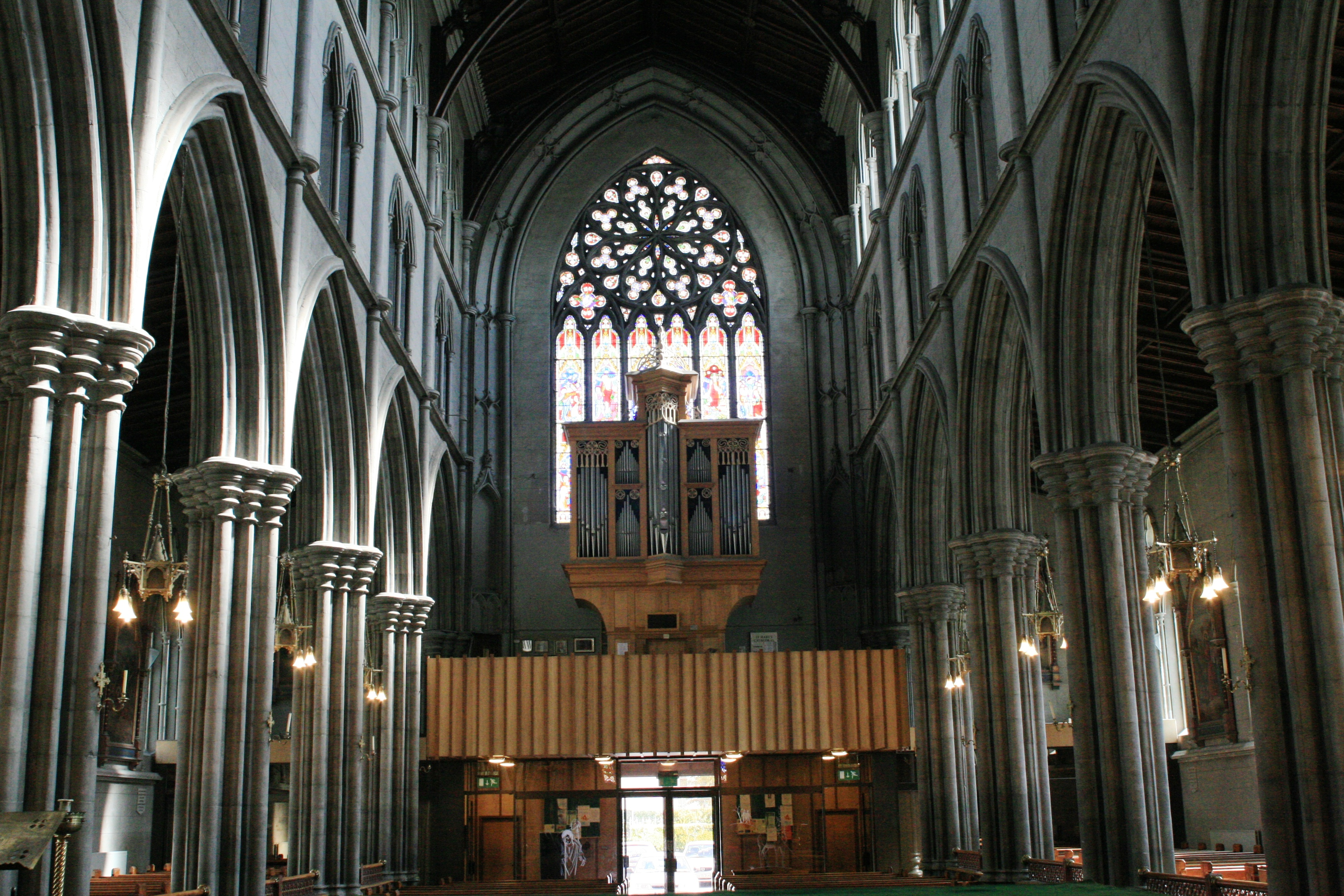
Ansicht des Kirchenschiffs und der Arkaden in Ostrichtung hin zum Osteingang.

Die Grundsteinlegung erfolgte durch den Bischof William Kinsella (Amtszeit 1829–1845) am 18. August 1843. Die Kathedrale wurde unter der Leitung des Architekten William Deane Butler († 1857) in einem vergleichsweise harten und kantigen neugotischen Stil unter Verwendung örtlichen grauen Kalksteins errichtet. Von außen wird der Bau durch den außerordentlich hohen Turm dominiert, dessen Höhe durch die Lage der Kathedrale auf der höchsten Erhebung noch zusätzlich betont wird. Die Kathedrale ist so von allen Seiten der Stadt ein markanter Sichtpunkt. Die Höhe des Turms wurde auch in zeitgenössischen Kommentaren kritisiert. Eine Erklärung für das Missverhältnis zwischen der Höhe des Turms und der Länge des Kirchenschiffs könnte die Verkürzung des Hauptschiffs um eine Arkade sein.
1845, als Kinsella verstarb, waren die Wände nur zwei Meter hoch. Sein Nachfolger Edward Walsh (Amtszeit 1846–1872) setzte die Arbeiten fort, selbst während der verheerenden Hungersnot in Irland. Am 4. Oktober 1857 wurde die Kathedrale durch ihn eingeweiht, wobei Reliquien der heiligen Zwillingsbrüder Cosmas und Damian unter dem Hochaltar platziert wurden. Die Baukosten betrugen insgesamt 25.000 Pfund.
Obwohl nach der Einweihung Gottesdienste bereits abgehalten werden konnten, waren noch verschiedene Innenarbeiten zu erledigen. So wurde etwa die Orgel 1866 installiert. Ende des 19. Jahrhunderts wurde der dem Herz Jesu geweihte Altar von James Pearse, dem Vater von Patrick Pearse, konstruiert. James Pearse wurde damals zu den besten irischen Bildhauern gezählt.

## Architektur

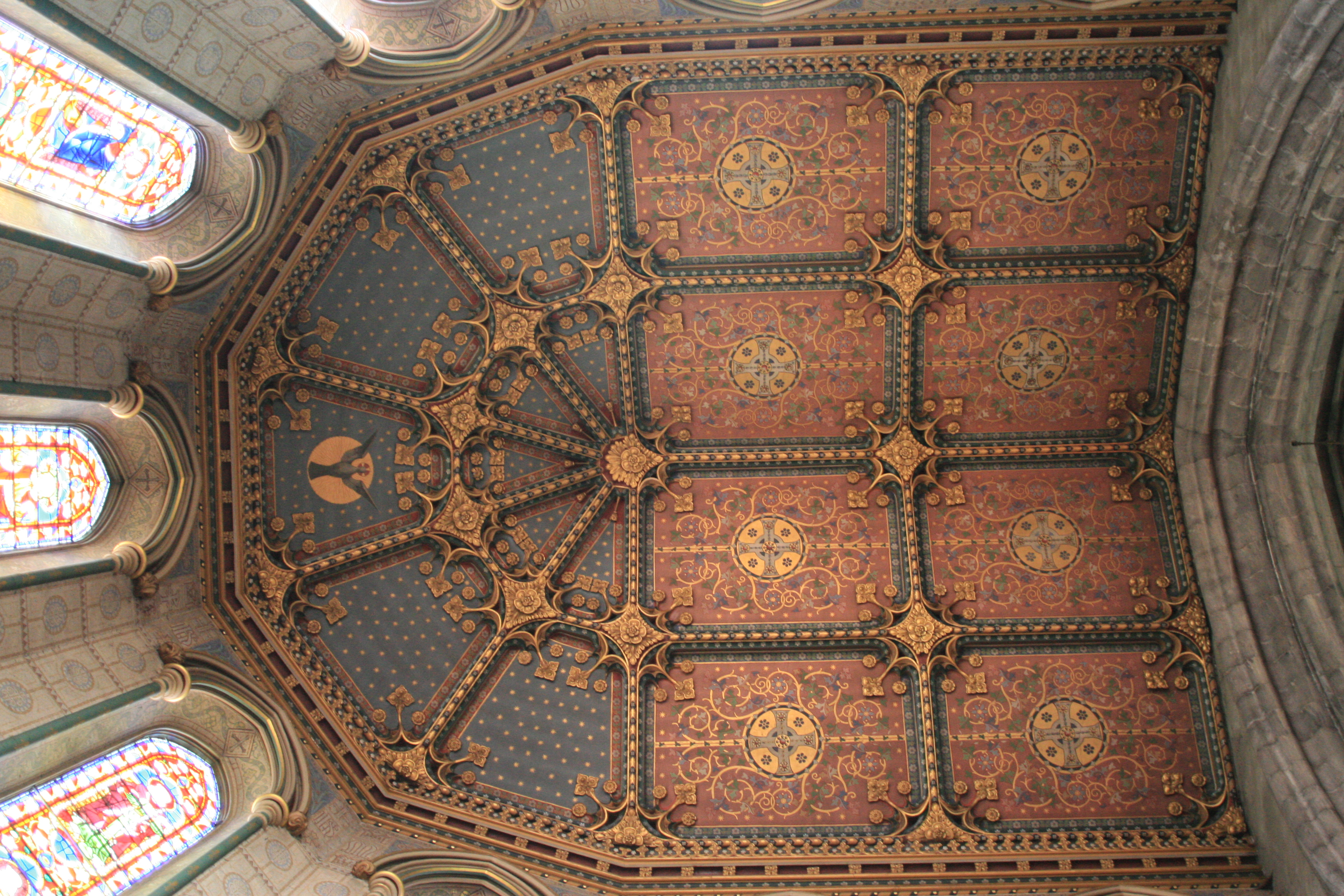
Chorgewölbe, die Westseite ist links.

Die Kirche hat einen kreuzförmigen Grundriss mit einem Chor auf der Westseite, dem Kirchenschiff auf der Ostseite und zwei Querschiffen, südlich und nördlich der Vierung. Das Hauptschiff ist mit zwei Seitenschiffen ausgestattet, die jeweils mit fünf Arkaden abgetrennt sind. Das Verhältnis zwischen der relativ geringen Breite des Hauptschiffs und der reichlich bemessenen Höhe ähnelt dem der Sankt-Fir-Barre-Kathedrale in Cork. Das sehr große Ostfenster wurde durch den Einbau der Orgel teilweise verdeckt.
Der Chor hat die Form einer Apsis mit neun Fenstern im oberen Bereich, die nach Norden, Westen und Süden zeigen, und drei kleineren Fenstern unten, die sich nach Westen öffnen. Die Glasmalereien wurden von Early & Powell angefertigt, das mit Mustern verzierte Chorgewölbe wurde von Westlake aus London gemalt. Der von Bourke aus London mit Mosaiken versehene Boden zeigt die Symbole der vier Evangelisten.